# Instruction budgétaire et comptable M51
L’instruction budgétaire et comptable M51 est une ancienne instruction applicable aux départements français jusqu’au 31 décembre 2003 et aux régions françaises jusqu’au 31 décembre 2009. Elle a été remplacée par les instructions M52 et M71.

## Histoire
L’instruction budgétaire et comptable M51 était le cadre juridique de la gestion budgétaire et comptable des départements et des régions jusqu’au 31 décembre 2003. Elle s’inspirait du plan comptable général de 1947-1957. Comme les instructions M11 et M12 applicables aux communes, l’instruction M51 a permis certaines avancées dans la comptabilité publique locale, comme l’unification des nomenclatures comptables et budgétaires ; la séparation claire entre fonctionnement et investissement ; la généralisation de la partie double et l’introduction de la notion des droits constatés.
La mise en place d’un nouveau plan comptable général en 1982 et les conséquences des lois de décentralisation de 1982 et 1983 ont rendu nécessaire une profonde réforme de ces instructions. La M51 a ainsi connu une refonte en septembre 1986.
Le 5 juin 1990, Michel Charasse, ministre délégué chargé du budget, et Jean-Michel Baylet, secrétaire d'État chargé des Collectivités locales, installent un Comité consultatif pour la réforme des comptabilités locales afin de proposer un nouveau cadre comptable pour les collectivités locales. Le comité a rendu ses conclusions au Gouvernement le 26 février 1992.
A l’issue des travaux réalisés, plusieurs principes nouveaux émergent : double nomenclature comptable par nature et par fonction ; une gestion patrimoniale de meilleure qualité par l’introduction des amortissements et des provisions et l’amélioration de la transparence des comptes par le rattachement des charges et produits à l’exercice et par la comptabilité d’engagement. Ces principes ont pris corps dans les nouvelles instructions comptables :
- L'instruction M14 pour les communes depuis 1997,
- L’instruction M52 pour les départements depuis le 1er janvier 2004, à la suite d'une expérimentation débutée le 1er janvier 2001,
- L’instruction M71 pour les régions depuis le 1er janvier 2010, à la suite d'une expérimentation débutée le 1er janvier 2005.